# Secondo di Taranto
Secondo di Taranto (in greco: Σεκοῦνδος, in latino: Secundus; fl. II secolo) è stato un poeta greco antico.
Poeta epigrammatico. La sua produzione ci è stata tramandata da Atreo e da Filippo di Tessalonica che incluse gli epigrammi di Secondo nella sua Ghirlanda , insieme alle opere di altri poeti del I secolo.